# Ranunculus ruscinonensis
Ranunculus ruscinonensis Landolt – gatunek rośliny z rodziny jaskrowatych (Ranunculaceae Juss.). Występuje endemicznie w środkowej i wschodniej części Pirenejów. 

## Morfologia
PokrójBylina dorastająca do 5–20 cm wysokości.

## Biologia i ekologia
Rośnie na łąkach w strefie subalpejskiej i alpejskiej, na murawach bliźniaczkowych. Występuje na obszarze górskim na wysokości od 2000 do 2400 m n.p.m. Kwitnie od czerwca do sierpnia, natomiast owoce pojawiają się od lipca do sierpnia. Dobrze rośnie na glebach o odczynie kwaśnym. 